# Kennet (district)
Pour les articles homonymes, voir Kennet.
Kennet est un ancien district non métropolitain situé dans le comté du Wiltshire, en Angleterre. Baptisé d'après la Kennet, un affluent de la Tamise qui le traversait, il avait pour chef-lieu Devizes.
Créé en 1974 par l'application du Local Government Act 1972, le district a été aboli en 2009, comme les trois autres districts du Wiltshire (North Wiltshire, Salisbury et West Wiltshire). Depuis cette date, le comté n'est plus subdivisé et constitue une autorité unitaire.